# Картины на рисовых полях
Картины на рисовых полях (яп. 田んぼアート тамбо а:то, от англ. art) — разновидность геоглифа: японское ландшафтно-садовое искусство воспроизведения изображений на рисовом поле (яп. 田圃 тамбо) с использованием растущего риса различного сорта и цвета.

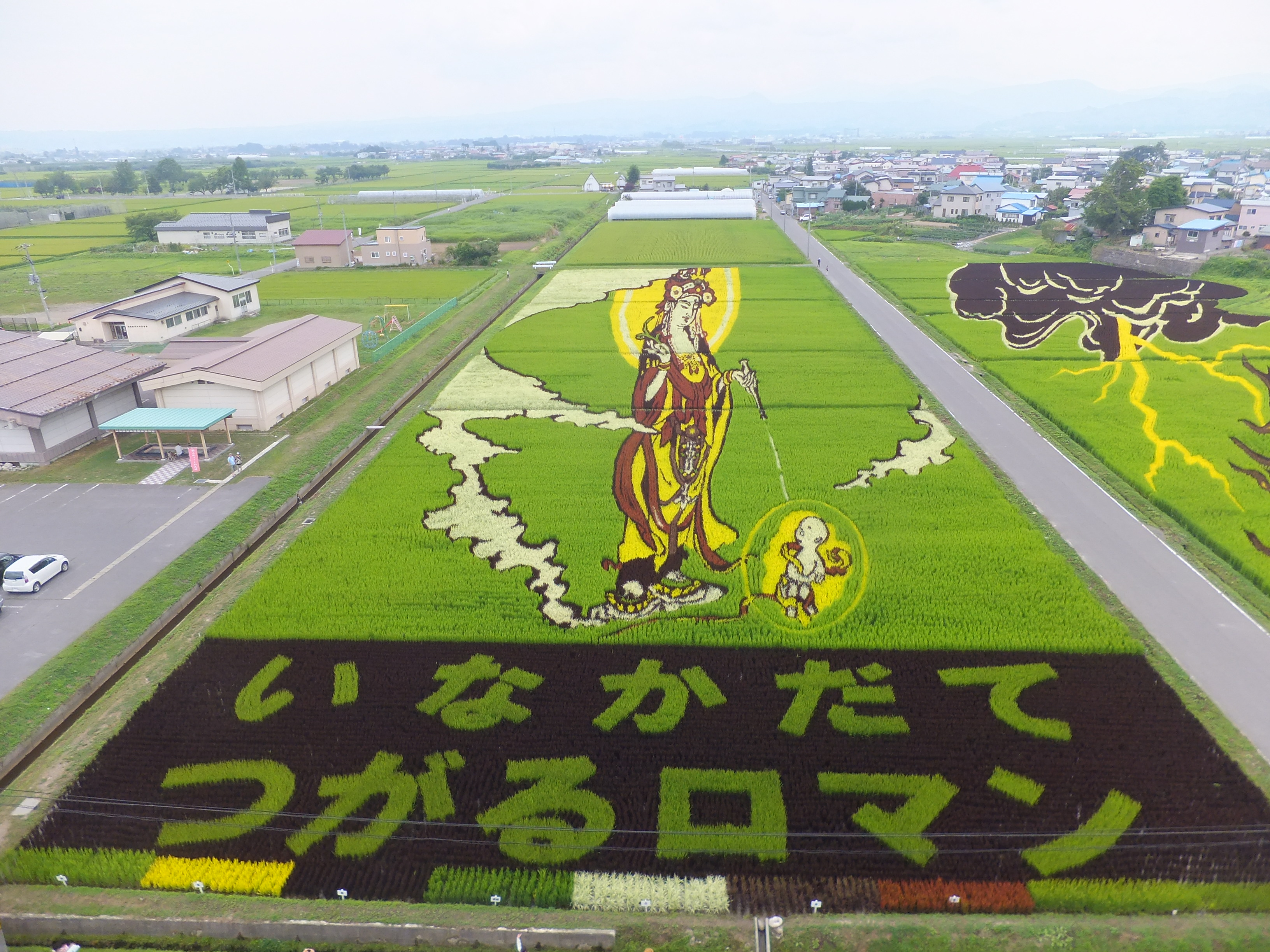
Тамбо в Инакадате, 2012 год

В 1993 году жители японского села Инакадате префектуры Аомори с целью привлечения туристов придумали художественное оформление обычных рисовых полей. Каждый год перед посадкой риса они выбирают художественный образ и воплощают его на поле, используя сорта риса разных цветов. Помимо традиционных японских сюжетов на полях реализуются и знакомые всему миру образы. В 2003 году была изображена Мона Лиза, в 2009 году — Наполеон, в 2013 — Мэрилин Монро. Посмотреть на эти произведения, существующие только несколько месяцев, приезжают много туристов. Так в 2006 году эти места посетило более 200 000 человек. С созреванием риса изображения меняются в оттенках, а собранный на полях урожай этого злака продаётся по обычным ценам.
За жителями Инакадате последовали рисоводы города Йонедзава префектуры Ямагата, начавшие создавать «собственный» тамбо-арт.
Некоторые японские компании, в частности Japan Airlines, предлагали аграриям заплатить за их рекламу на этих произведениях искусства, но члены местной организации землевладельцев отказались от этого.

Галерея
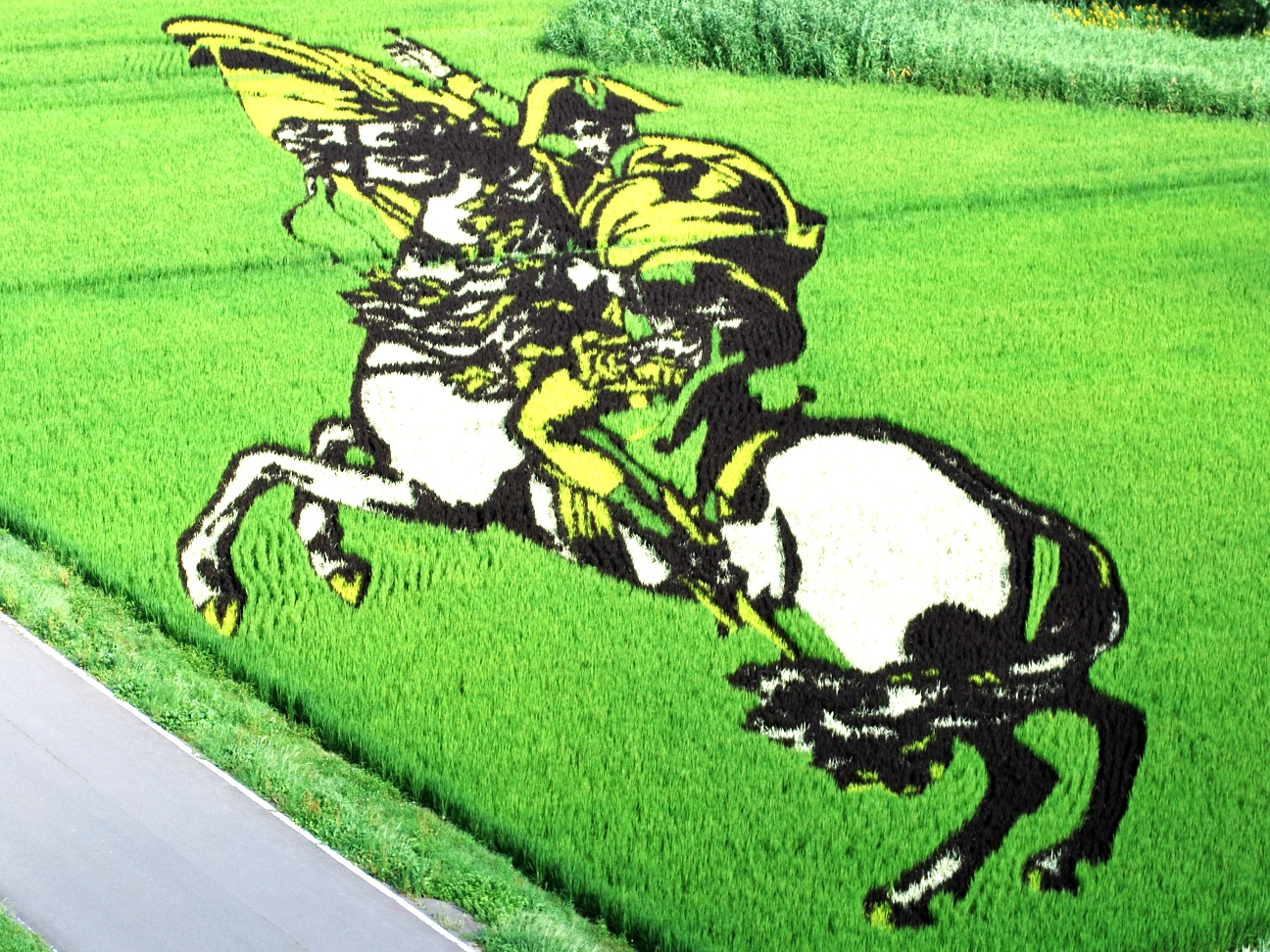
Наполеон (Инакадате)
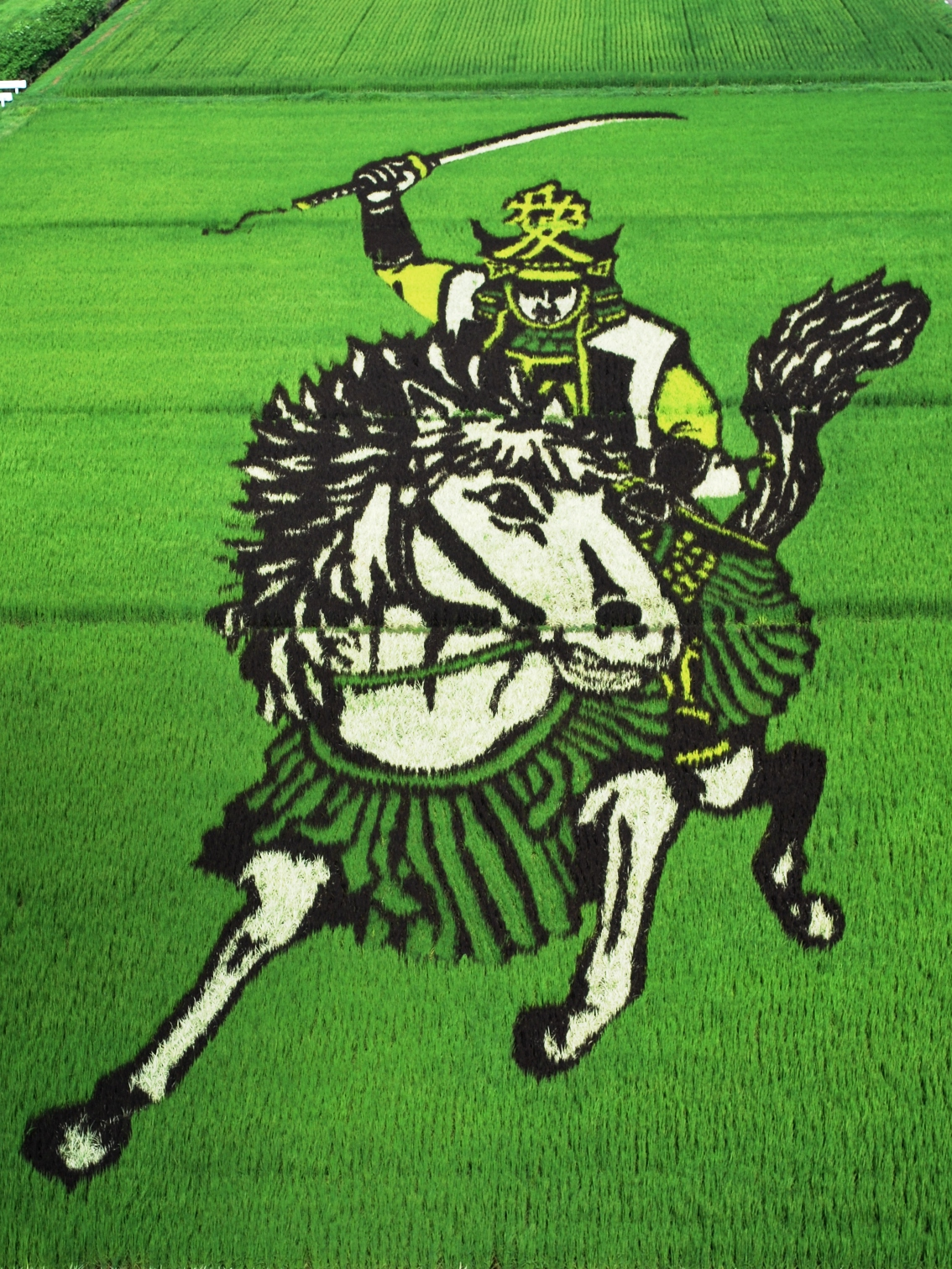
Самурай Наоэ Канэцугу (Инакадате)
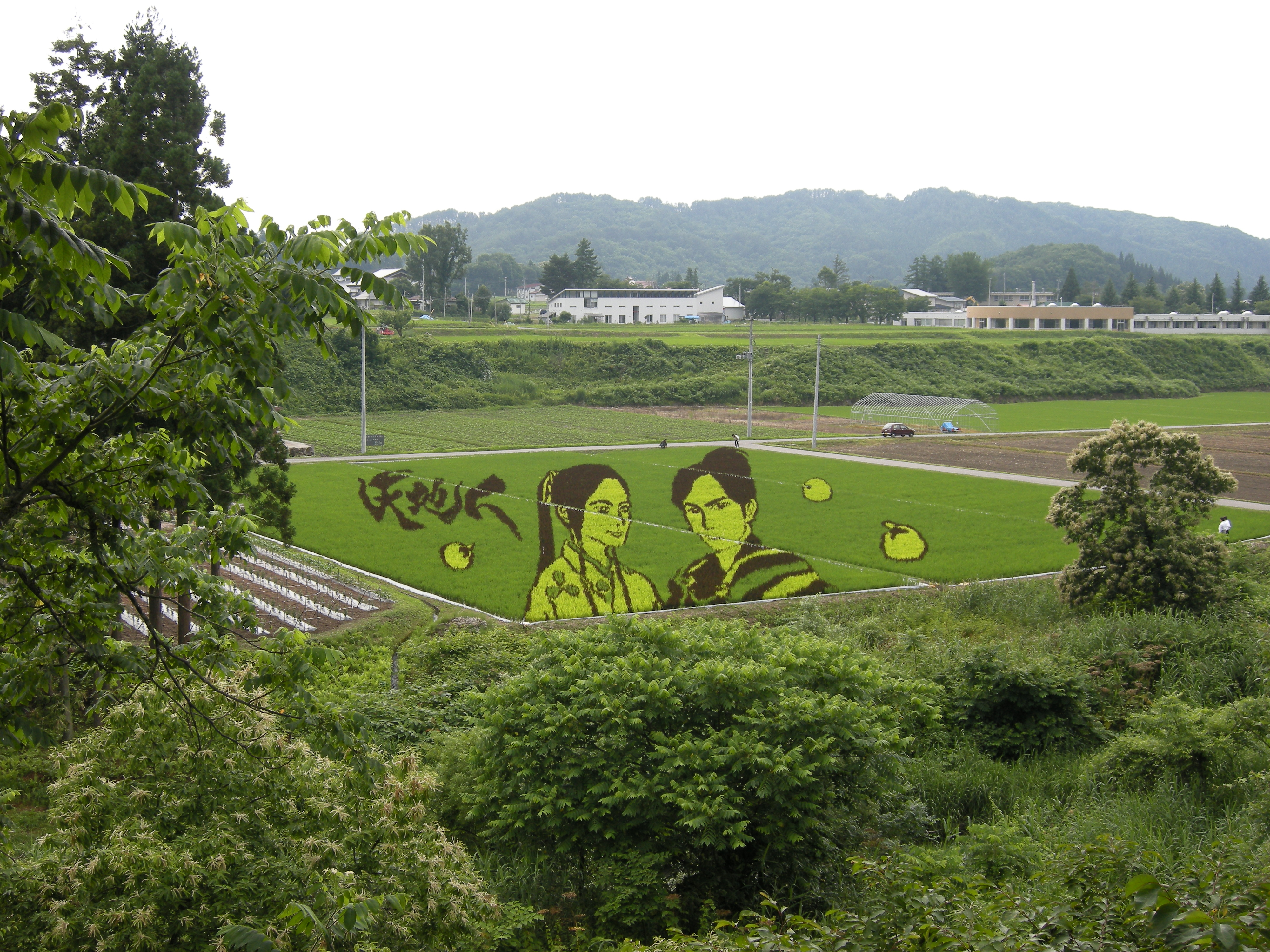
Картина в Йонедзаве